# (2999) Dante
(2999) Dante (1981 CY) – planetoida z pasa głównego asteroid okrążająca Słońce w ciągu 3,42 lat w średniej odległości 2,27 j.a. Została odkryta 6 lutego 1981 roku przez Normana Thomasa. Nazwa planetoidy została nadana na cześć Dante Alighieri, włoskiego poety żyjącego na przełomie średniowiecza i renesansu. Planetoida należy do rodziny planetoidy Flora nazywanej też czasem rodziną Ariadne.